# Estádio Independência
Az Estádio Independência egy labdarúgó-stadion Belo Horizontében, Brazíliában. 
Az 1950-es labdarúgó-világbajnokságra épült. A tornán három mérkőzést rendeztek itt. Eredetileg 30 000 néző befogadására volt alkalmas, de a 2010-es felújítást követően a férőhelyek száma lecsökkent 23 000 főre. Az América-MG és az Atlético Mineiro  otthona. 
Az Estádio Mineirão után a második legnagyobb méretű stadion Belo Horizontében.

## Események

### 1950-es világbajnokság
| Dátum       | Időpont UTC–3 | Pályaválasztó    | Eredmény | Vendég  | Forduló    | Nézők  |
| ----------- | ------------- | ---------------- | -------- | ------- | ---------- | ------ |
| 1950.06.25. | 15.00         | Egyesült Államok | 1–0      | Anglia  | 2. csoport | 10 151 |
| 1950.06.29. | 18.00         | Jugoszlávia      | 3–0      | Svájc   | 1. csoport | 7 336  |
| 1950.07.02. | 18.00         | Uruguay          | 8–0      | Bolívia | 4. csoport | 5 284  |